# Plaza Monumental Román Eduardo Sandia
La Plaza Monumental Román Eduardo Sandia, conosciuta anche come la Plaza de Toros de Mérida è una plaza de toros che si trova nella città di Mérida in Venezuela.
Inaugurata nel 1967 possiede una capacità di 16.000 spettatori e ha ospitato diversi toreri illustri come Julian López El Juli, Francisco Rivera Ordóñez, Paquirri e El Cordobés.
Oltre ad esser utilizzata per le corride durante la Feria del Sol, è una delle principali infrastrutture per eventi culturali della città dopo l'Estadio Olímpico Metropolitano tanto da aver ospitato diversi concerti di cantanti venezuelani ed internazionali tra cui Juanes, Maná, Franco De Vita, Paulina Rubio, Chino & Nacho, Don Omar, Tito El Bambino, Molotov, Wisin & Yandel e Aterciopelados.